# アタック・オブ・ザ・キラー・トマト
- アタック・オブ・ザ・キラー・トマト
- アタック・オブ・ザ・キラートマト
- アタック・オブ・キラートマト
- アタック・オブ・キラー・トマト

『アタック・オブ・ザ・キラートマト』（原題：Attack of the Killer Tomatoes!）は、1978年に公開されたアメリカ合衆国のホラー・コメディ映画。

## 概要
巨大化し人間を襲うようになったトマトとの戦いが、不条理なギャグの連続と、唐突なミュージカル・シーンを交えて描かれる。
あまりに粗雑かつ稚拙な内容から、カルト映画として一部に熱狂的なファンを持つにいたり、親愛を込めたニュアンスで「B級映画をも下回るZ級映画」「不朽の駄作」などと評される。中島らもがエッセイにてB級ホラーと本作を紹介している。
のちに3作の続編およびテレビアニメシリーズが製作されたほか、テレビゲーム化もされた（後述）。
ホラー映画では、例えば『巨大クモ軍団の襲撃』（1977年）では巨大化したクモが群集化して襲ってくることで、ホラーとして成立しているように、巨大化や群衆化を用いることは少なくないが、どんなものでも観客にホラーを与えるのではなく、観客に拒否感を抱かせるようなものではないとホラーとしては成立しないことが、本作によって逆説的に示されている。
久永実木彦は短編小説「『アタック・オブ・ザ・キラートマト』を観ながら」を上梓している。

## ストーリー
（※冒頭に、「1963年、アルフレッド・ヒッチコック監督の映画『鳥（The Birds）』が公開されたとき、鳥の大群が人々を襲うという内容を、人々はあざ笑った。しかし1975年の秋、ケンタッキー州ホプキンスヴィルで700万羽の黒い鳥が実際に市民を襲ったとき、もはや人々は笑わなかった……」という内容の字幕が流れる。）
ある日、アメリカのとある町の住宅で、主婦が血まみれの変死体となって発見された。現場を検証した警察は、凶器も侵入経路も見つけられない中、死体を覆っているのが血ではなくトマトジュースだと気付く。やがて全米各地でトマトによる人間の襲撃が続発した。
農務省の試験農場では、トマトと軍による死闘がひそかに繰り広げられていた。トマトには銃弾も薬物も効かず、農場の外へ追いやるのが精一杯だった。長期休暇中で対処を面倒がった大統領（オープニングの主題歌中で言及される）は、一連のトマト殺人の原因が政府にあることを隠蔽するため、家庭菜園でトマトを育てるのが趣味のホワイトハウス報道官・リチャードソンに、真相を撹乱させるための「対トマト特殊捜査チーム」の結成を指示。すべての責任を押し付ける格好の人物として、FIA（FBIとCIAを折衷した架空の組織）のヒラ捜査官・ディクスンに白羽の矢が立った。
訳も分からずホワイトハウスにやってきたディクスンに、FIA幹部は「対トマト特殊捜査チーム」のメンバーを紹介する。自称変装の達人・サム、元オリンピック水泳メダリストのグレタ、スクーバダイビング狂のグレッグが集められた。4人は全米各地に散り、ディクスンはカリフォルニア州サンディエゴへ向かった。ディクスンの運転する覆面パトカー（ドアに「FIA覆面パトカー」と大書されている）の上に、パラシュートで落ちてきた兵士がいた。特殊捜査チームの最後のメンバー、フィンレター大尉だった。ディクスンとフィンレターはそのまま行動をともにする。
トマトとの戦いは激しさを増すばかりで、新聞もトマトの起こした事件を連日大きく報道していたが、リチャードソンは会見で「トマト問題は存在しない」という立場を貫き通す。大統領はふたたびリチャードソンに電話し、国民のトマト恐怖を和らげるためのプロパガンダの制作を指示する。プロパガンダ制作はかつて大統領の選挙宣伝を担った広告代理店・マインドメーカー社が担当したが、Stop Tomato Problemを略した「STPマーク」、キャッチフレーズ「トマトは原発より安くておいしい」など、ほとんど役に立たないものばかりだった。連邦議会上院では、5人のベテラン議員（ポーク、マッキンリー、フィルモア、ハリソン、ピアース。すべて歴代大統領の姓であり、世襲が示唆されている）によるトマト調査秘密委員会が開かれたが、無能な老人たちによる議論はまったく進まず、日時が空費されるばかりだった。
上院の調査委員会の資料を偶然手に入れた新聞社編集長は、それをもとにした調査報道記事を連載することを思い立つが、腕の立つ記者は海外取材などですべて不在だった。編集長はしぶしぶ、芸能部の若手女性記者・ロワスにトマト問題の調査を指示。ロワスは資料に書かれた名である「対トマト特殊捜査チーム」のディクスンを執拗につけ回す。
トマトはより巨大化し、凶暴性を増していった。あるとき、陸軍がバスケットボール大のトマトを捕獲するが、科学者は青ざめた顔で告げる。「信じがたいが、こいつの正体はプチトマトだ」。やがて、グレタが直径約2メートルの巨大トマトの犠牲となる。また、グレッグやサムも消息不明となる。覆面パトカーでパトロール中のディクスンにも2回、巨大トマトの魔の手が迫ったが、トマトはなぜかそのたびに飛び去っていった。いずれもカーラジオからリクエスト番組第1位の楽曲、ロニー・デズモンドの『Puberty Love（思春期の恋）』というド音痴なヒットソングが流れていたときだった。
政府はサンディエゴに合同軍事作戦本部を設置した。軍は南西の隅の海岸であるこの地までトマトに追い詰められたのだった。トマトと軍は壮絶な市街戦を展開し、奮戦むなしく軍は敗退。各都市は荒れるに任せた壊滅状態になってしまう。さらに、ディクスンとフィンレターが何度も、謎の覆面男に銃で狙われる。FIAのパトカーに細工をしていた覆面男を見つけたディクスンは、追跡するも返り討ちに遭い、気を失う。
気がつくとディクスンはホテルの部屋にいた。そこには覆面男がいた。覆面を取ると、正体はリチャードソンだった。リチャードソンは1個のトマトをディクスンに差し出す。それは人を襲わない普通のトマトだった。家庭菜園の経験から「トマトとの意思疎通に自信がある」と語るリチャードソンは、トマトを手なずけ、トマト側のリーダーとなって革命を起こし、アメリカを支配する野望を明かす。そのためトマトを滅ぼそうとするディクスンたちが邪魔になり、消そうとしたのだった。リチャードソンがディクスンに銃を突きつけ、引き金を引きかけたところ、間一髪でフィンレターが現れ、日本刀でリチャードソンを倒す。ふと部屋の中に散らばったレコードを見ると、そこにはロニー・デズモンドの『思春期の恋』があった。リチャードソンはトマトが弱る秘密を独自に握っていたのだ。そこでトマトを倒す方法を確信したディクスンは、生き残った人々をサンディエゴ・スタジアムに集めるようフィンレターに指示する。その頃上院の調査委員会が一切のトマト対策を行わないことを議決したため、すでに合同軍事作戦本部は解散し、撤収を始めていた。
人々が避難したスタジアムを、トマトが覆い尽くした。ディクスンは合図を出し、スタジアムのPAシステムから大音量で『思春期の恋』のレコードを流す。するとトマトは動きを止め、縮んでいき、普通のトマトに戻った。人々はその隙にトマトを踏みつぶし、これで殺人トマトを全滅させたかに見えた。一角から叫び声が聞こえた。ロワスが最後の巨大トマトに襲われようとしていた。巨大トマトは『思春期の恋』を聞かないよう、巨大イヤーマフをしていた。すかさずディクスンが『思春期の恋』の楽譜をトマトの目の前に突きつけると、トマトは小さくなった。トマトを倒したディクスンとロワスは抱き合い、唐突に愛を誓い合う。
その頃、ある農園では、土の中から「奴らはいなくなったぞ」と声を上げ、ニンジンが目を覚まそうとしていた。

## トマト
- 常にうなり声や、つぶやきのような鳴き声を発する。
- 人を襲い、殺害することが明示されるものの、被害者が叫んだあとに死体となっているシーン展開しかないため、その殺害方法は不明である。
- バスケットボール大のトマトは転がって移動する。巨大トマトはそのまま滑るように移動する（下部にショッピングカートのような小さな車輪がはっきり見えている）。

## キャスト
- メイスン・ディクスン：デイヴィッド・ミラー
  - FIAの捜査官。政府の責任逃れのため、そうと知らず「対トマト特殊捜査チーム」のリーダーに抜擢される。名はメイソン＝ディクソン線のもじり。
- ジム・リチャードソン：ジョージ・ウィルソン
  - ホワイトハウス報道官。家庭菜園が趣味のためトマトに詳しいという理由で、トマト対策の全権を担うことになる。やがてトマトと組んでの国家転覆の野望を抱く。
- ロワス・フェアチャイルド：シャロン・テイラー
  - 新聞記者。ディクスンを追いかけ回すうち、恋心を抱く。フィンレターにコールガールと勘違いされる。
- ウィルバー・フィンレター大尉：スティーヴン・ピース（英語版）（「ロック・ピース」名義）
  - 「対トマト特殊捜査チーム」の一員。常に軍装で、どこでもパラシュートを引きずって歩く。
- 大統領：アーニー・マイヤーズ
  - 休暇中のアメリカ大統領。常にサインを書き損じ、休暇先の部屋が紙くずだらけになっている。騒動のどさくさに紛れてニューヨークの爆撃を命令する。
- 編集長：ロン・シャピロ
- ポーク上院議員：エリック・クリスマス
- テッド・スワン：アル・スクラー
  - 広告代理店・マインドメーカー社の社長。トマト問題から国民の注意をそらすプロパガンダ作りを担うが、かえって大統領よりトマトの支持率が高くなる事態を招く。本作で最初に劇中歌を歌い始める人物。
- ミルズ少佐：ジェリー・アンダーソン
  - 常に「大尉」と間違って呼ばれる。サンディエゴでのトマトとの戦闘で戦死。
- 老人：ドン・バーチ
- 海軍大佐：ジョン・クオールズ
- 歌う兵士：トム・コールマン
- ロバーツ：アラン・スカーフ
  - 新聞社の編集部員。
- FIA幹部：アート・クーズティック
- サム・スミス：ゲイリー・スミス
  - 「対トマト特殊捜査チーム」の一員。黒人の特殊部隊員。変装の名手を自称し、常にワシントンやナポレオンなど、歴史上の白人の偉人の扮装をしている。さらにヒトラーになりすましてフィンレターをだますことに成功している。トマトに変装して敵陣潜入に成功したものの食事中にうっかり「ケチャップない?」と発言し、それきり登場しなくなる。
- マッキンリー上院議員：ジャック・ノーレン
- モリソン博士：バイロン・ティーガーデン
  - ロボット研究者。ノキタファ博士とともに対トマト兵器としてサイボーグ「ブルース」を開発する。
- ノキタファ博士：ポール・オオヤ
  - 日系のロボット研究者（彼がホワイトハウスの会議室内に飾られた戦艦・USSアリゾナの写真を誤って水槽に落とす、という真珠湾攻撃を暗示する場面があり、このギャグによってエスニシティが示唆されている）。彼のみアテレコで別人の声が吹き替えられている。
- 軍曹：グレッグ・バーガー
  - バスケットボール大のトマトの捕獲に初めて成功する。
- 科学者：ダグ・ヴァーノン
  - 捕獲された巨大トマトがトマトでなく、プチトマトであることを報告する。
- 門衛：ジョン・デ・ベロ
- ブルース：デイヴィッド・ホール
  - トマトとの戦いのため、モリソン、ノキタファ両博士の改造を受けたサイボーグ。予算が足りず片足だけの改造にとどまったため、走り出せばその場を回転し、ジャンプすれば斜め横に飛んでいくことしかできなかった。
- ボビー・ドレイク：チャド・デモン
  - 小学校の学校新聞の記者。なぜかホワイトハウス報道官会見に同席し、どのメディアもできなかったトマト問題の質問に切り込む。
- グレタ・アッテンバウム：ベニータ・バートン
  - 「対トマト特殊捜査チーム」の一員。オリンピックの水泳競技メダリストとされるが、大変な肥満体型である。張り込んでいた森でプロテインを食べているところを巨大トマトに襲われ絶命。
- グレッグ・コルバーン：スティーブ・ケイツ
  - 「対トマト特殊捜査チーム」の一員。潜水士。常にダイビング器材を装備している。公園の小さな噴水に潜ってその場を旋回し続けたきり登場しなくなる。
- スタジアムの群衆：サンディエゴ郡のすべての奇人ども（Every Screwball in San Diego County）
- クレジットなし
  - 農務省の幹部：ジャック・ライリー（英語版）
    - リチャードソンとともに試験農場へ急行し、事態の隠蔽を決意する。現地の役人とともに大量のトマトに襲われ絶命。

  - ボートの少年：ダナ・アシュブルック
  - サンディエゴ・チキン：本人

上記のほか、オープニングタイトルバックで以下のようなギャグ・クレジットが加えられている。
- ロバート・マッツェナウアー（キーグリップ（英語版）兼トマト製作チーフ）が「ALSO STARRING（助演）」、ディーン・グレルが「INTRODUCING（新人）：1922年度ミス・ジャガイモ飢饉」として他の俳優より大きくクレジットされている。
- 「ロイヤル・シェイクスピアリアン・トマトズ特別出演 提携（by Arrangement with）：女王」

## 製作
- 序盤、前後の脈絡がないままヘリコプターが墜落する場面は、実際に撮影中の現場で発生した墜落事故の映像である。幸い死者は出なかった。スタッフはこの事故映像を映画の一場面として流用したうえ、「撮影中にパイロットが死亡」という嘘のコピーまで作り、ちゃっかり宣伝に利用した。
- スーパーマーケットで人々がトマトに襲われた際の監視カメラの映像を見るシーンで、死体に群がるトマトの動きが粗いコマ撮りになっているのは、当時の監視カメラの一般的な仕様の再現である（テープの長さの節約のための低速度撮影）。
- 広告店の社長の登場シーンおよび、フィンレターらがサンディエゴの人々を球場に避難させるシーンで、何の脈絡もなく家具店の安売りを宣伝する字幕が流れる（当時のテレビ放送で一般的だった、番組本編中のCMの手法である）。後者は宣伝の途中で字幕がトマトに襲われ、「AHHHHHHHH」と悲鳴のような表記で終わる。
  - タイトルバックにも広告ギャグがあり、スタッフクレジットのオーバーラップに混じり、同じ家具店のセール広告や、「広告募集中」の文字が挿入される。
- 巨大トマトが装着していた緑色の巨大イヤーマフは、トイレのシートカバーで製作された[7]。
- エンディングで『思春期の恋』の歌唱者としてクレジットされている「フー・キャメロン」はのちのドラマー、マット・キャメロンである。

### 再編集版
1995年、ジョン・デ・ベロ監督による「ディレクターズ・カット版」が新たに制作され、第48回カンヌ国際映画祭で上映された。デ・ベロ監督自らがカメラの前に現れ、ゴミ箱の中のフィルムの束をあさって未公開シーンを見つけようとする場面および、フィンレターが政治家となり、上院に登院するシーン（演じたスティーヴン・ピースが上院議員に初当選した際の実際の映像）が加えられたほか、スワン社長の歌唱シーンが割愛されている。また、版権の関係でスーパーマンが登場するカット（ディクスンとロワスの最初の出会いの際、空を見上げた老人が発見する）が割愛されている（スーパーマンの割愛はのちのビデオソフトでも踏襲されている）。
日本ではこの際に劇場初公開され、アタック・オブ・キラートマト 完璧版（アタック・オブ・キラートマト かんぺきばん）の邦題がつけられた。

## 続編
- 『リターン・オブ・ザ・キラートマト（英語版）』Return of the Killer Tomatoes! （1988年）
  - 下積み時代のジョージ・クルーニーが主演している。
- 『キラートマト/決戦は金曜日（英語版）』Killer Tomatoes Strike Back! （1990年）
- 『キラートマト 赤いトマトソースの伝説（英語版）』Killer Tomatoes Eat France! （1991年）

## アニメーション
- 『アタック・オブ・ザ・キラー・トマト: アニメイテッド・シリーズ（英語版）』（1990年 - 1991年）
  - 映画シリーズの登場人物・フィンレターの甥を主人公にしたテレビシリーズ。全21話。

## ゲームソフト
- アタック・オブ・ザ・キラー・トマト (1986年のゲームソフト)（英語版） - MSX・Amstrad CPC版
- アタック・オブ・ザ・キラー・トマト (1991年のゲームソフト)（英語版） - NES版。上記アニメシリーズのゲーム化。
- キラートマト (ゲーム) - 1992年。ゲームボーイ版。上記アニメシリーズのゲーム化。日本でも1993年にアルトロンから販売された。